# 11292 Bunjisuzuki
11292 Bunjisuzuki eller 1991 RC28 är en asteroid i huvudbältet som upptäcktes den 8 september 1991 av Spacewatch vid Kitt Peak-observatoriet. Den är uppkallad efter läraren och amatörastronomen Bunji Suzuki.
Asteroiden har en diameter på ungefär 7 kilometer.